# Liz Weekes
Elizabeth "Liz" Weekes (Sydney, 22 de setembro de 1971) é uma jogadora de polo aquático australiana, campeã olímpica.

## Carreira
Liz Weekes fez parte da geração medalha de ouro em Sydney 2000.